# Equipe dinamarquesa na Copa Davis
A equipe dinamarquesa na Copa Davis representa a Dinamarca na Copa Davis, principal competição de tênis masculina por equipes do mundo. É administrada pela Danish Tennis Association.